# Flechten-Kiefernwälder südlich Leinburg
Die Flechten-Kiefernwälder südlich Leinburg(s) sind ein Naturschutzgebiet südlich von Leinburg im mittelfränkischen Landkreis Nürnberger Land in Bayern.

## Lage
Das Naturschutzgebiet Flechten-Kiefernwälder südlich Leinburg(s) liegt im Lorenzer Reichswald. Es ist etwa 2,5 Kilometer südlich von Leinburg und einen Kilometer nordöstlich von Ungelstetten entfernt.

## Beschreibung
Das Gelände ist ein am 29. Februar 2000 ausgewiesenes, 815 Hektar großes Naturschutzgebiet und trägt die amtliche Katasternummer NSG-00570.01. Hiermit stellt es das größte Naturschutzgebiet im Nürnberger Land dar.
Das flachwellige Gebiet ist geprägt von Kiefernwäldern, der lokal auch „Steckerlaswald“ genannt wird. Der geologische Untergrund besteht aus Sanddünen und Terrassensanden. Die Terrassensande sind im Untergrund bis zu 40 Meter dick. Das Gebiet ist durch großflächige Vorkommen von quartären Flugsanden gekennzeichnet, die teilweise auch von Terrassensanden unterlagert werden. Die Sande bilden langgestreckte, überwiegend Nord-Süd verlaufende Dünenzüge. Im Gebiet wurden 85 Flugsanddünen mit einer Länge von 100 Metern bis zu 1,5 Kilometern gezählt. Die Landschaft weist die für Flugsandgebiete typische Vegetation mit lichten Kiefernwäldern und Blaubeeren- bzw. Heidegebüsch auf. Früher wurden die Sande in vielen Gruben abgebaut. Heute sind die Dünen und Gruben als Naturschutz- und teilweise als Wasserschutzgebiet ausgewiesen.
Im Norden und Süden liegen zwei sehr große, aufgelassene Sandgruben. Diese bis 40 Meter tiefen Gruben weisen noch einige freie Sandflächen auf. Die internen Sedimentstrukturen der Dünen und die Unterlagerung der Flugsande mit Kleingeröllen sind allerdings nicht mehr erkennbar.
Durch die starke Trockenheit und Nährstoffarmut sowie historische Streunutzung haben sich hier Flechten-Kiefernwälder ausgebildet. Atmosphärische Stickstoffeinträge und die heute fehlende Streunutzung führten zum Rückgang dieser nährstoffarmen Wälder. Sie sind aufgrund ihrer Seltenheit von besonderer landesweiter Bedeutung.
Am Südostrand nahe der Staatsstraße St 2240 liegen ausgedehnte und offene Sandhänge mit einer typischen Sandpioniervegetation der Silbergrasfluren. Die Sandhänge geben einen Eindruck der ehemaligen Sand- und Dünenlandschaften des Reichswaldes.
Mitten im Gebiet liegt das tief eingeschnittene Tal mit dem bezeichnenden Namen Ursprungtal. Das Tal stellt die Anfänge der zentralen Trinkwasserversorgung der Stadt Nürnberg dar, die hier seit 1885 ihr Trinkwasser gewinnt. Zum Schutz des Grundwassers gegen Verunreinigungen ist das Wasserwerk von einem 1407 Hektar großen Trinkwasserschutzgebiet umgeben.
Im Norden durchfließt der Haidelbach, ein rechter Zufluss des Röthenbachs, das Gebiet auf kurzer Strecke.

## Flora und Fauna
Die vorgefundene Vegetation entspricht in ihrer Seltenheit derjenigen der hiesigen Tierwelt und hat sich an die extremen Lebensbedingungen angepasst. Im Sommer haben Biologen hier am Boden Temperaturen von bis zu 70 Grad Celsius gemessen. Hier kommen die Vogelarten Ziegenmelker und die Heuschreckenart Sandschrecke vor.
Aufgrund des sehr starken bayernweiten Rückgangs der Flechtenkiefernwälder hat die Bayerische Forstverwaltung ein Schutz- und Hilfsprogramm aufgelegt. Das Naturschutzgebiet stellt eine von drei Untersuchungsgebieten mit exemplarischen Pilotmaßnahmen dar.

## Geotop
Die Sandgruben und Dünen südwestlich von Weißenbrunn sind vom Bayerischen Landesamt für Umwelt (LfU) als geowissenschaftlich wertvolles Geotop (Geotop-Nummer: 574A016) ausgewiesen.

## Zugang
Das Naturschutzgebiet ist ganzjährig ein lohnendes Ausflugsziel, es ist frei zugänglich und mit Forststraßen gut erschlossen. Zahlreiche Wanderwege wie der Fränkische Dünenweg führen hindurch, auch ist es bestens mit dem Fahrrad zu erreichen und zu befahren. Ergänzend wird es von ausgewiesenen Reitwegen durchzogen. An den Eingängen befinden sich Informationstafeln und einige Parkmöglichkeiten. Mit dem ÖPNV (VGN) ist die Anreise täglich möglich: Zunächst mit der S-Bahn Linie 2 von Nürnberg nach Altdorf und weiter mit der Buslinie 331 nach Winn oder Leinburg. Von dort sind es noch 15 Minuten Fußweg.

## Umgebung
Westlich des Naturschutzgebietes befindet sich das Röthenbachtal. Nahe dem Leinburger Gemeindeteil Fuchsmühle liegt das Ursprungtal mit einigen Weihern.

## Bildergalerie

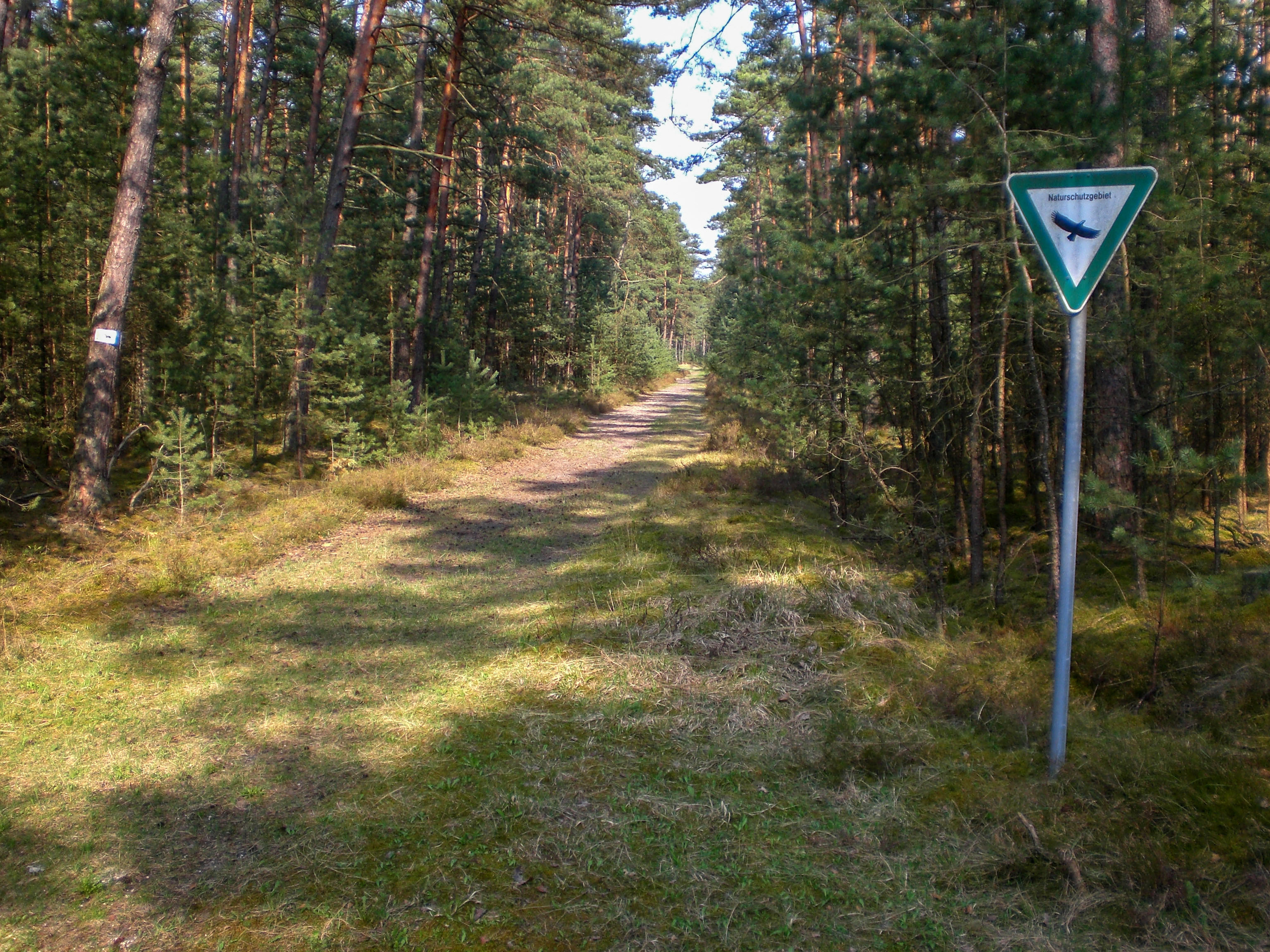
Ein Reitweg im Naturschutzgebiet
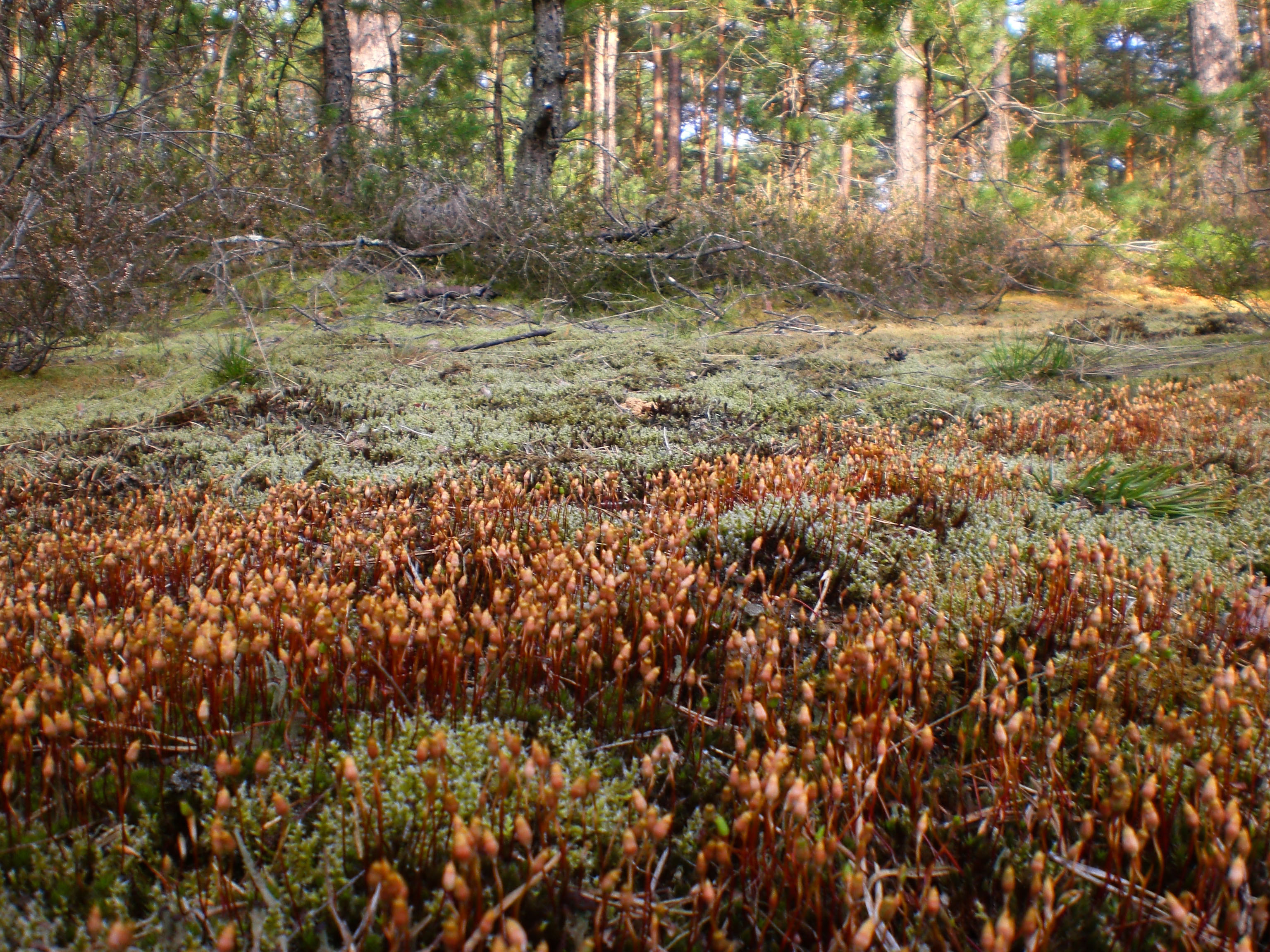
Eine typische Bodenvegetation
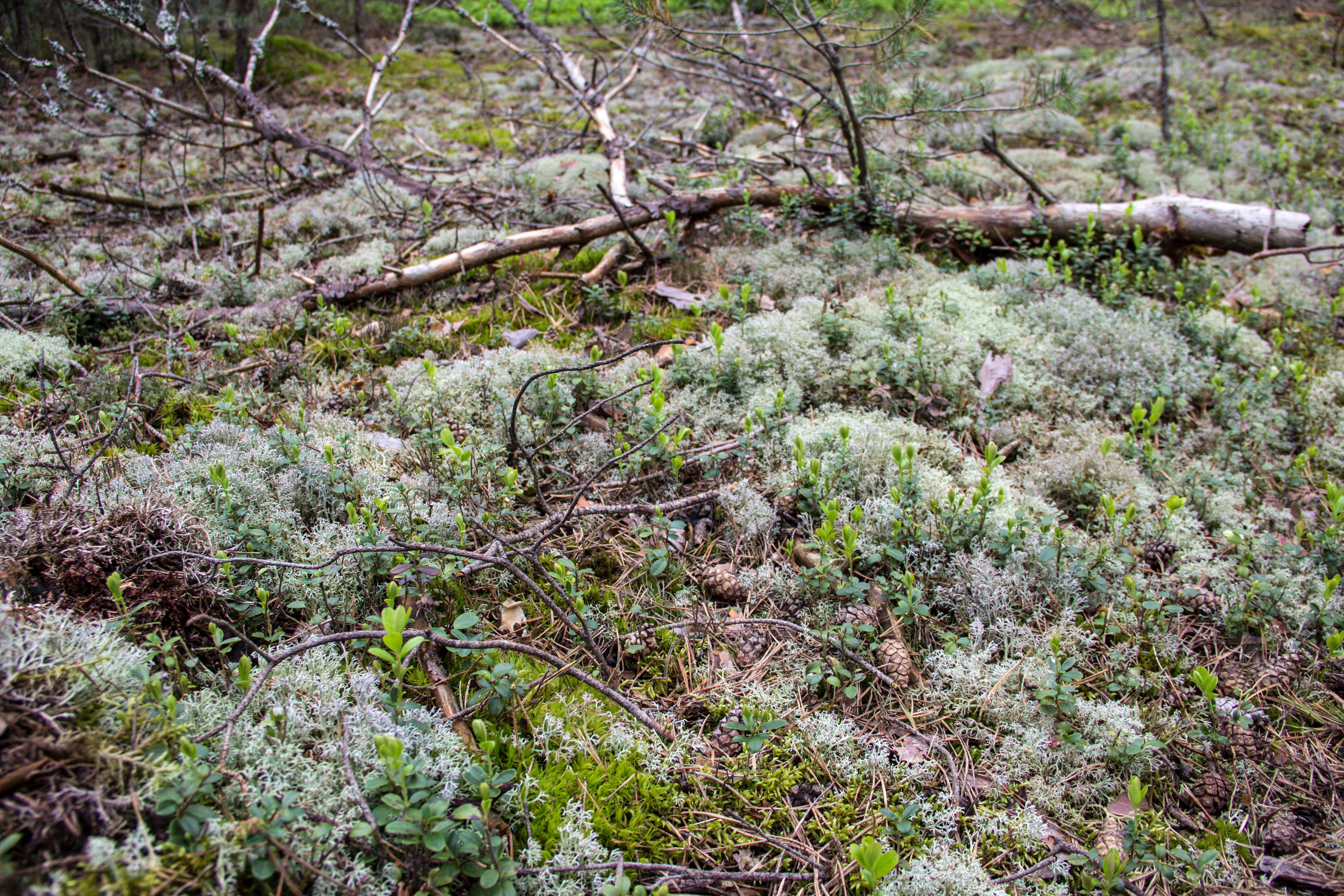
Eine Stelle mit Flechtenbewuchs
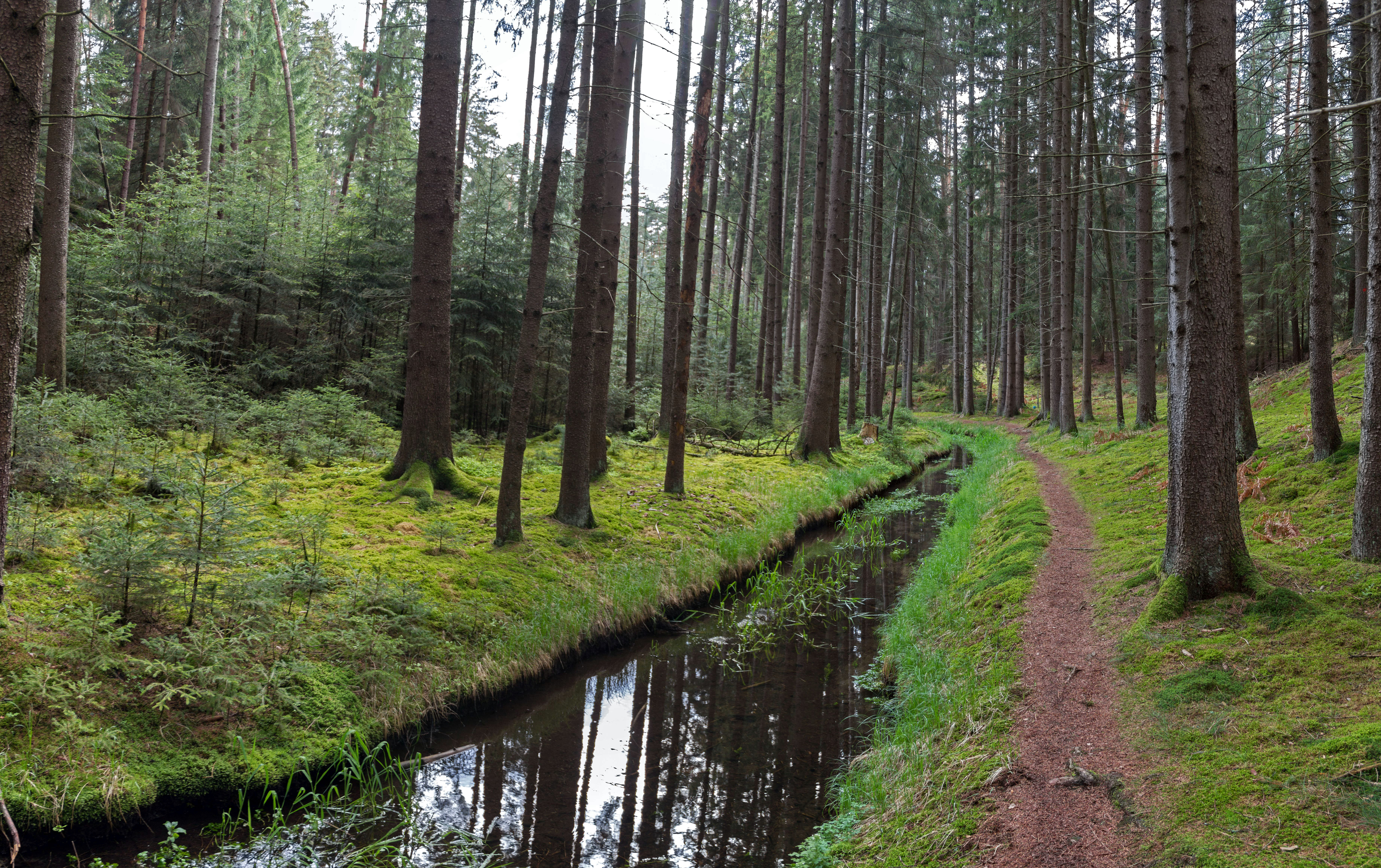
Der Bachlauf im Ursprungtal